# 栗羽美来
栗羽 美来（くりゅう みく、1982年1月15日 - ）は静岡県出身のタレント、モデル。

## 人物
当初はスズキオフィス所属のタレント、グラビアアイドルとして活躍。童顔とスレンダーな肢体にGカップのバストというアンバランスなプロポーションで、グラビア等で人気を博した。「美来ワールド」とも呼ばれる天真爛漫な不思議系トークも特徴の一つであった。
オリジナルビデオ作品『時空警察ヴェッカー』で時空刑事リリー役で出演後、その続編のテレビドラマ『時空警察ヴェッカーD-02』では小倉優子演じる時空刑事アムがリリーに憧れて時空刑事になったという設定だが、実際にも小倉とは仲良し同士。デビュー時期がほぼ一緒の上、栗羽が初めてビデオ撮影で海外を訪れた際、偶然にも小倉も同じ場所を訪れており、それ以来同じ仕事が何度か重なる内に意気投合するようになったという（『D-02』出演及びリリーとアムの縁も小倉との関係が一因とのこと）。
その後しばらく、活動停止同然の状態が続いたが、2003年より事務所を有限会社イデュースへ移籍し、南条 美来の芸名でレースクイーンとして活動再開。さらにその後、元の栗羽 美来名義で、インターネット、撮影会モデル等で活躍。
2009年以降は天宮 美空（あまみや みく）名義で執筆活動などを行っている。
2009年9月著書『Parfait ciel』出版。
2012年4月『Parfait ciel 2』出版。
2015年3月6日からメールマガジン「元グラビアアイドル最終形態　完熟　MIKU MAIL」の配信スタート。
「セレクトショップ ラ・スタジオーネ 新宿御苑店舗」にて専属海外バイヤーとして活動をしている。

## 出演

### テレビドラマ
- 時空警察ヴェッカーD-02（2002年、テレビ朝日）第5話 時空刑事リリー役

### バラエティ
- 侵略放送パンドレッタ（MONDO21）
- 出動!ミニスカポリス全国版（2005年、BSジャパン）12代目・第三期候補生→12代目ポリス
- グラビアの美少女（MONDO21）

### オリジナルビデオ
- 時空警察ヴェッカー（2001年、レイアップ）第3巻 時空刑事リリー役
- エイリアン9（2001年、バンダイビジュアル）第1-2巻 アナウンス役（声優出演）

## ビデオ・DVD
- グラビアの美少女/栗羽美来 Amorosi（2001年、日本コロムビア）
- ミラクルGカップ（2002年、h.m.p）
- BEAT CRUSADERS	ミュージックビデオ　BE MY WIFE出演

## 書籍
- 電脳少女 - 栗羽美来写真集（2002年、ぶんか社） - 写真集
- Parfait ciel  （2009年、文芸社ビジュアルアート） - 天宮美空名義 MIKU AMAMIYA
- Parfait ciel 2（2012年4月　文芸社）-天宮美空名義　MIKU AMAMIYA

### 関連書籍
- 時空警察ヴェッカーD-02公式捜査ファイル（2002年、朝日ソノラマ）
- 恋愛シネマゲームDVD+PhotoBook ゲームDVDフォトブック TVドラマ Teacups（2002年、主婦と生活社）